# Lijst van nummer 1-hits in de UK Singles Chart in 2000
Deze hits stonden in 2000 op nummer 1 in de UK Singles Chart:
| Datum        | Artiest                           | Titel                               |
| ------------ | --------------------------------- | ----------------------------------- |
| 1 januari    | Westlife                          | I have a dream / Seasons in the sun |
| 8 januari    | Westlife                          | I have a dream / Seasons in the sun |
| 15 januari   | Westlife                          | I have a dream / Seasons in the sun |
| 22 januari   | Manic Street Preachers            | The Masses Against the Classes      |
| 29 januari   | Britney Spears                    | Born to make you happy              |
| 5 februari   | Gabrielle                         | Rise                                |
| 12 februari  | Gabrielle                         | Rise                                |
| 19 februari  | Oasis                             | Go let it out                       |
| 26 februari  | All Saints                        | Pure shores                         |
| 4 maart      | All Saints                        | Pure shores                         |
| 11 maart     | Madonna                           | American pie                        |
| 18 maart     | Chicane & Bryan Adams             | Don't give up                       |
| 25 maart     | Geri Halliwell                    | Bag it up                           |
| 1 april      | Melanie C & Lisa 'Left Eye' Lopes | Never be the same again             |
| 8 april      | Westlife                          | Fool again                          |
| 15 april     | Craig David                       | Fill me in                          |
| 22 april     | Fragma & Coco                     | Toca's miracle                      |
| 29 april     | Fragma & Coco                     | Toca's miracle                      |
| 6 mei        | Oxide & Neutrino                  | Bound 4 da reload (Casualty)        |
| 13 mei       | Britney Spears                    | Oops! I did it again                |
| 20 mei       | Madison Avenue                    | Don't call me baby                  |
| 27 mei       | Billie Piper                      | Day and night                       |
| 3 juni       | Sonique                           | It feels so good                    |
| 10 juni      | Sonique                           | It feels so good                    |
| 17 juni      | Sonique                           | It feels so good                    |
| 24 juni      | Black Legend                      | You see the trouble with me         |
| 1 juli       | Kylie Minogue                     | Spinning around                     |
| 8 juli       | Eminem                            | The real Slim Shady                 |
| 15 juli      | The Corrs                         | Breathless                          |
| 22 juli      | Ronan Keating                     | Life is a rollercoaster             |
| 29 juli      | Five & Queen                      | We will rock you                    |
| 5 augustus   | Craig David                       | 7 days                              |
| 12 augustus  | Robbie Williams                   | Rock DJ                             |
| 19 augustus  | Melanie C                         | I turn to you                       |
| 26 augustus  | Spiller                           | Groovejet (If this ain't love)      |
| 2 september  | Madonna                           | Music                               |
| 9 september  | A1                                | Take on me                          |
| 16 september | Modjo                             | Lady (Hear me tonight)              |
| 23 september | Modjo                             | Lady (Hear me tonight)              |
| 30 september | Mariah Carey & Westlife           | Against all odds                    |
| 7 oktober    | Mariah Carey & Westlife           | Against all odds                    |
| 14 oktober   | All Saints                        | Black coffee                        |
| 21 oktober   | U2                                | Beautiful day                       |
| 28 oktober   | Steps                             | Stomp                               |
| 4 november   | Spice Girls                       | Holler / Let love lead the way      |
| 11 november  | Westlife                          | My love                             |
| 18 november  | A1                                | Same old brand new you              |
| 25 november  | LeAnn Rimes                       | Can't fight the moonlight           |
| 2 december   | Destiny's Child                   | Independent women part 1            |
| 9 december   | S Club 7                          | Never had a dream come true         |
| 16 december  | Eminem                            | Stan                                |
| 23 december  | Bob the Builder                   | Can we fix it                       |
| 30 december  | Bob the Builder                   | Can we fix it                       |

1952 ·
1953 ·
1954 ·
1955 ·
1956 ·
1957 ·
1958 ·
1959 ·
1960 ·
1961 ·
1962 ·
1963 ·
1964 ·
1965 ·
1966 ·
1967 ·
1968 ·
1969 ·
1970 ·
1971 ·
1972 ·
1973 ·
1974 ·
1975 ·
1976 ·
1977 ·
1978 ·
1979 ·
1980 ·
1981 ·
1982 ·
1983 ·
1984 ·
1985 ·
1986 ·
1987 ·
1988 ·
1989 ·
1990 ·
1991 ·
1992 ·
1993 ·
1994 ·
1995 ·
1996 ·
1997 ·
1998 ·
1999 ·
2000 ·
2001 ·
2002 ·
2003 ·
2004 ·
2005 ·
2006 ·
2007 ·
2008 ·
2009 ·
2010 ·
2011 ·
2012 ·
2013 ·
2014 ·
2015 ·
2016 ·
2017 ·
2018 ·
2019 ·
2020 ·
2021
- Nederland (Top 40)
- Nederland (Single Top 100)
- Nederland (3FM Mega Top 50)
- Vlaanderen (Radio 2 Top 30)
- Vlaanderen (Ultratop 50)
- Vlaanderen (De Afrekening)
- Wallonië
- Australië
- Denemarken
- Duitsland
- Frankrijk
- Italië
- Noorwegen
- Verenigd Koninkrijk
- Verenigde Staten (Hot 100)